# Atelolathys varia
Atelolathys varia är en spindelart som beskrevs av Simon 1892. Atelolathys varia ingår i släktet Atelolathys och familjen kardarspindlar.
Artens utbredningsområde är Sri Lanka. Inga underarter finns listade.